# Bürg-Vöstenhof
Bürg-Vöstenhof là một thị xã thuộc huyện Neunkirchen trong bang Niederösterreich.